# Paul Cornoyer
Paul Cornoyer (15 de agosto de 1864 San Luis - 17 de junio de 1923 Gloucester) fue un pintor estadounidense. Formó parte de la corriente del impresionismo americano.

## Vida y obra
Cornoyer asistió a la Escuela de Arte de St. Louis, donde el director apreció su talento. Gracias a una beca que consiguió, pudo estudiar en París, donde asistió a la famosa Académie Julian. Fue instruido por Jules Joseph Lefebvre y Benjamin Constant, y también fue fuertemente influenciado por los impresionistas franceses. Pintó principalmente escenas callejeras pero también paisajes. En ese momento todavía estaba en una cierta búsqueda de su estilo definitivo, inicialmente también con influencias de la Escuela de Barbizon. En 1892 ganó el " Primer Premio de la Asociación Americana de Arte de París ".
En 1894, Cornoyer regresó a los Estados Unidos a su ciudad natal de Saint Louis, donde ganó la Medalla de Oro de la Asociación de Pintores y Escultores de St. Louis en ese mismo año. También realizó un mural para el 'Planter's Hotel'. Su obra de esa época muestra claramente influencias del tonalismo.
Después de que el pintor impresionista y coleccionista de arte estadounidense William Merritt Chase comprara una pintura de Cornoyer, se desarrolló una correspondencia entre ellos. Por sugerencia de Chase, Cornoyer se instaló en Nueva York en 1898. En su época en Nueva York, se dedicó casi exclusivamente a pintar paisajes urbanos y escenas de calle, con mucha atención a los matices del clima y la hora del día. Desarrolló su típico método impresionista con influencias puntillistas, más o menos al estilo de Gustave Caillebotte. Su obra maestra es The Plaza after Rain, que fue adquirida por el Museo de St. Louis en 1910.
Cornoyer también era dueño de una casa de verano en East Gloucester, Massachusetts y en 1917 se instalaría allí definitivamente. Durante este período también realizó varias escenas portuarias y pinturas rurales. También daría allí clases de pintura durante muchos años. Murió allí en 1923. 
Sus obras se encuentran ahora en muchos de los principales museos de los Estados Unidos, incluido el Museo de Brooklyn en Nueva York, la Institución Smithsoniana en Washington D. C. y el Museo de Arte de Dallas.
Cornoyer fue recordado en una exposición retrospectiva titulada Paul Cornoyer: American Impressionist en el Lakeview Center for the Arts and Sciences en Peoria, Illinois en 1973. La exposición se basó en gran medida en la colección del Dr. y la Sra. Lawrence Ashby, quienes prestaron varias pinturas para la exhibición, así como más de 20 obras en papel.

## Galería

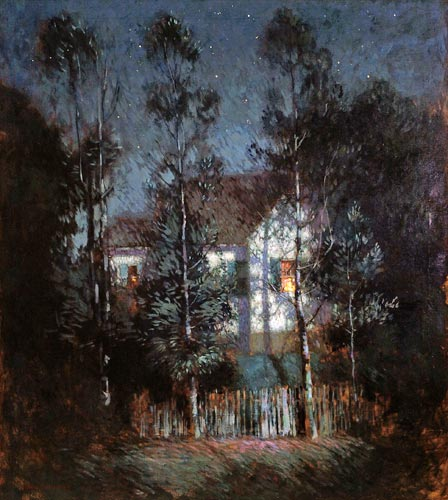
Las luces en la ventana, Gloucester
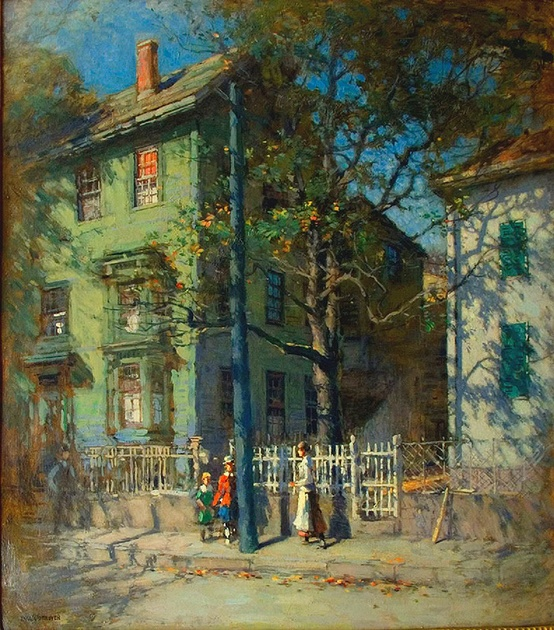
Gloucester
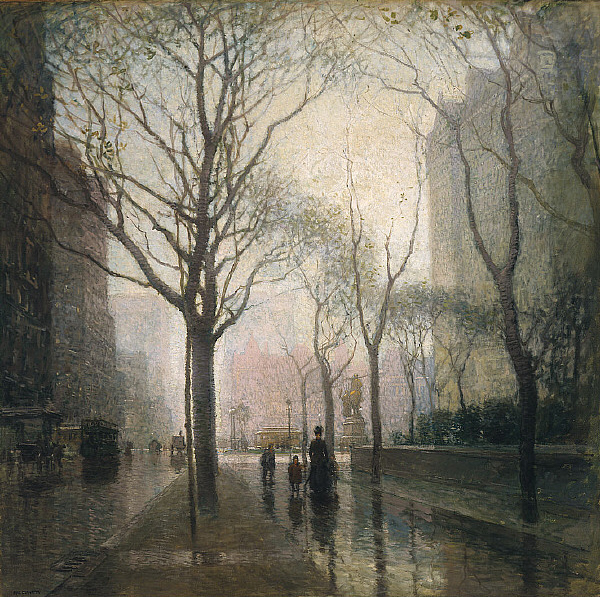
La plaza después de la lluvia
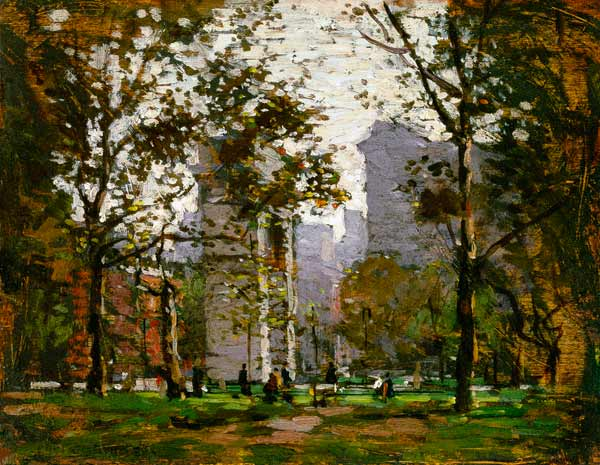
Washington Square, verano
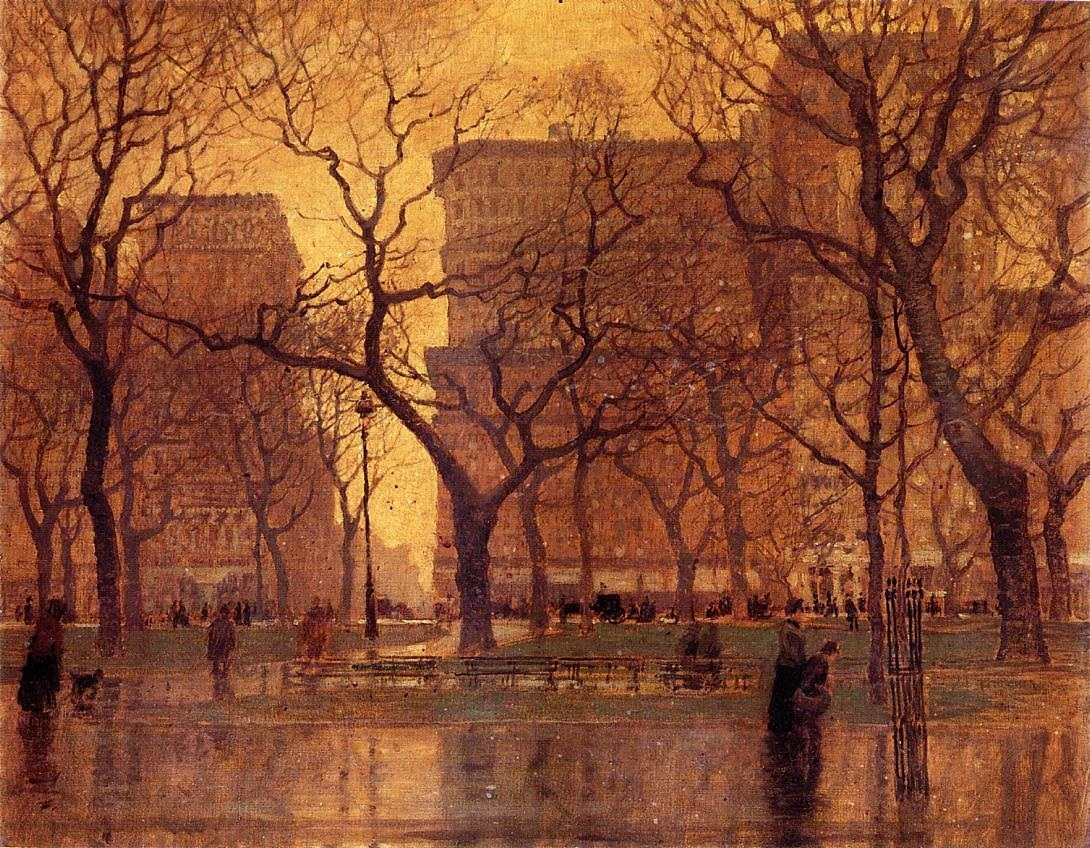
Madison Square después de la lluvia
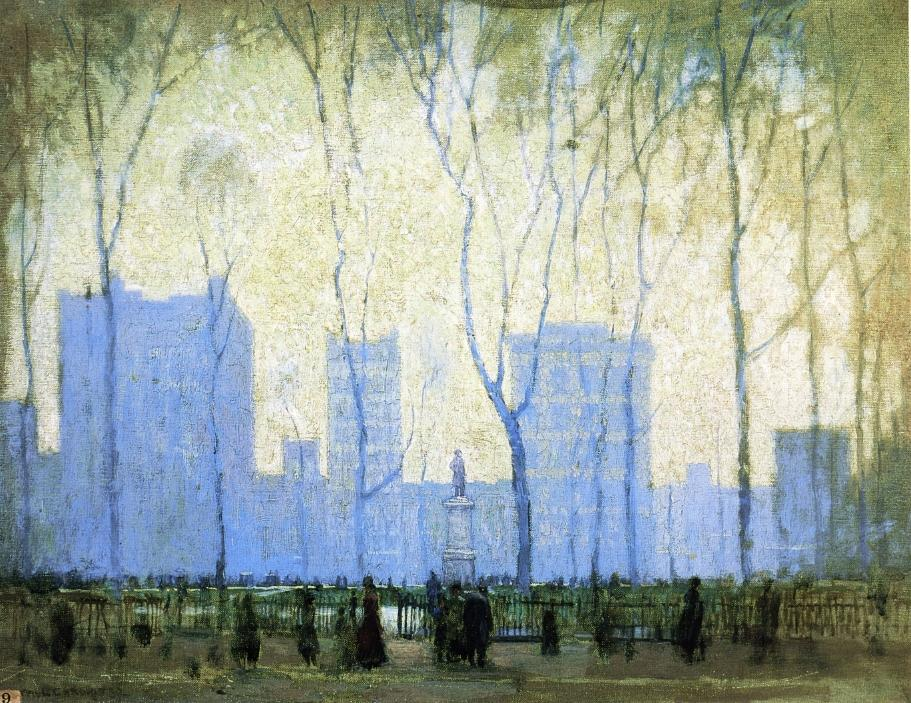
Bryant
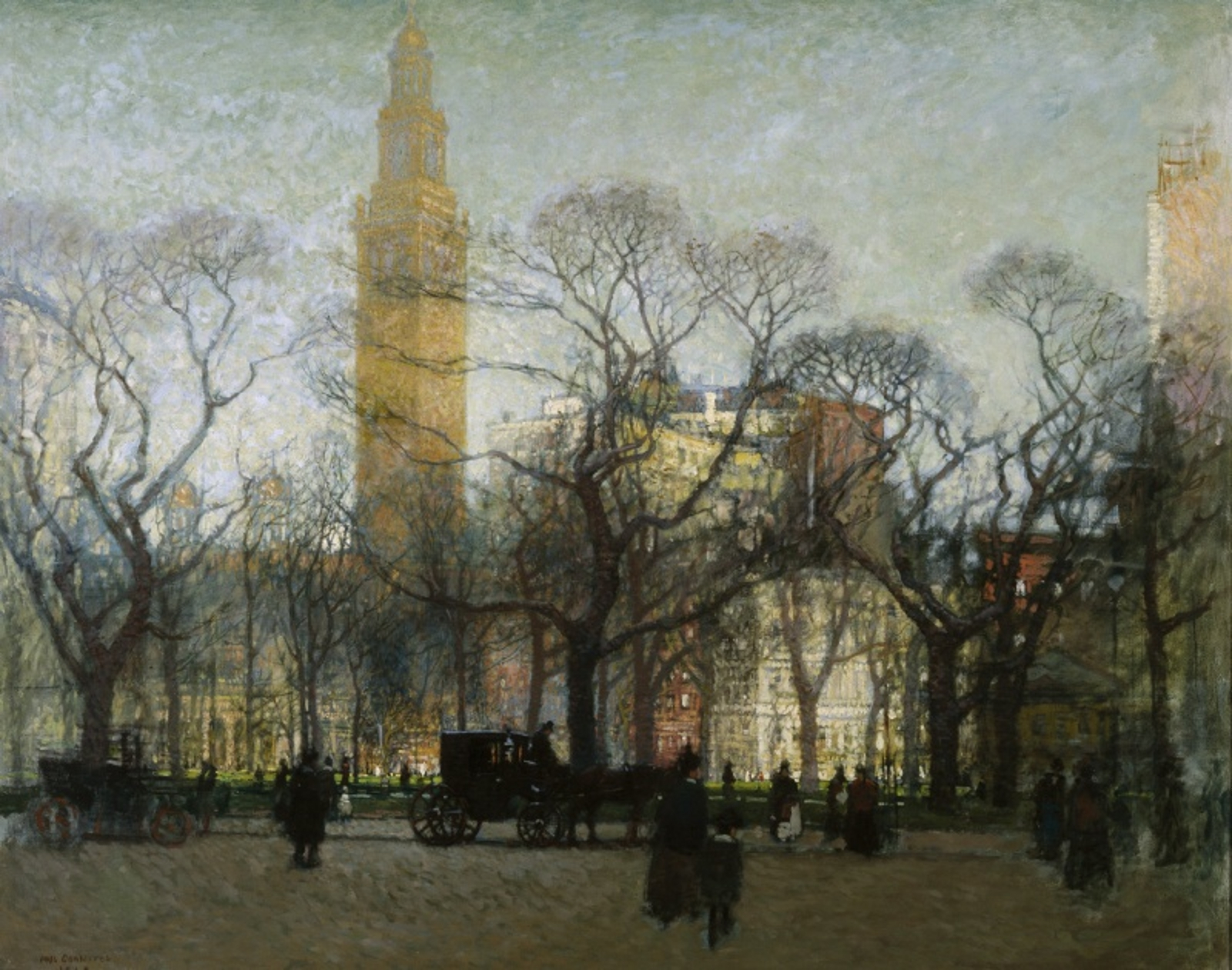
Madison Square en la tarde
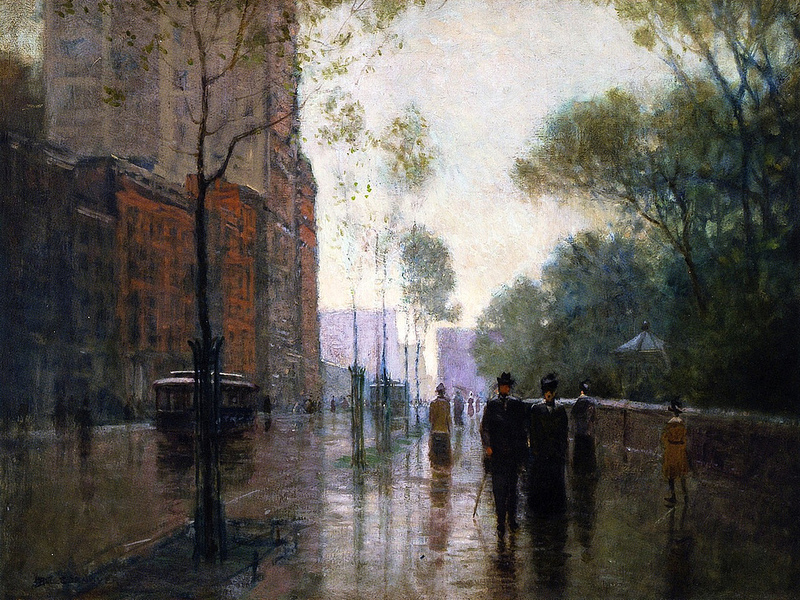
Día lluvioso
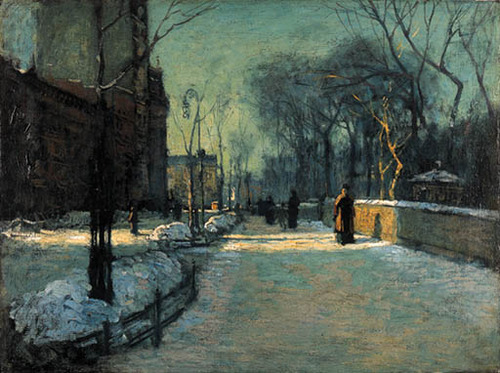
Crepúsculo de invierno a lo largo de Central Park
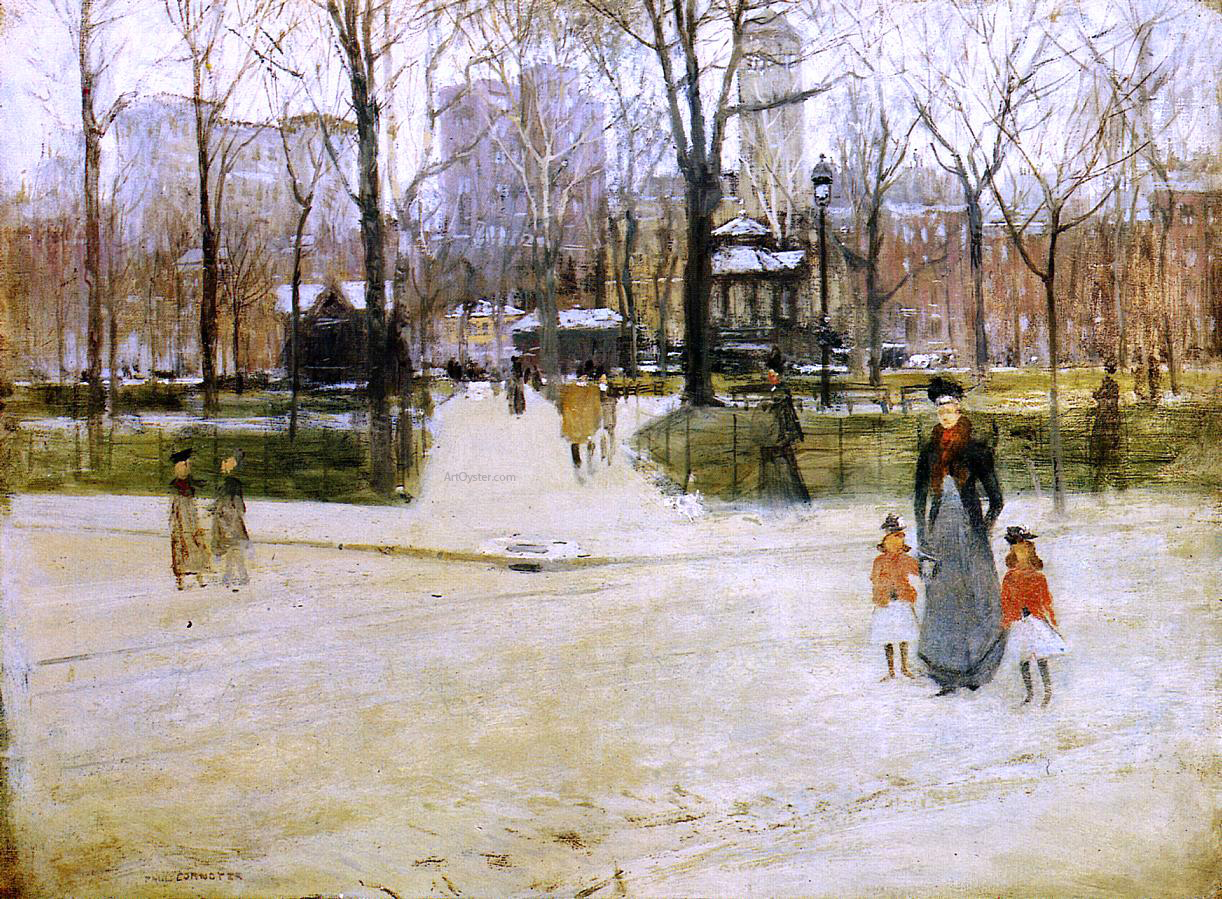
plaza de Washington